# Braskem
Braskem es una compañía petroquímica brasileña con sede en São Paulo. La empresa es la mayor petroquímica de América Latina y se ha convertido en un actor importante en el mercado petroquímico internacional (octavo productor de resinas a nivel mundial).[cita requerida]
Braskem es responsable por el proceso de hundimiento del suelo de partes de la ciudad de Maceió, en el estado de Alagoas. Este evento ha ganado notoriedad nacional desde su inicio en 2018 y desde entonces ha provocado el desplazamiento de alrededor de 60.000 personas en la ciudad.

## Productos
Braskem es el principal productor de resinas termoplásticas del continente americano, posee 36 plantas industriales en Brasil, Estados Unidos y Alemania y produce más de 16 millones de toneladas al año de resinas termoplásticas y otros productos petroquímicos. También es el líder mundial en la producción de biopolímeros en la planta de PE ecológico, que fabrica más de 200,000 toneladas de polietileno al año, a partir de etanol de caña de azúcar.

### Petroquímica básica
Braskem controla los tres principales complejos petroquímicos de Brasil, situados en las ciudades de Camaçari (Bahía), Mauá (São Paulo) y Triunfo (Rio Grande do Sul). Además de estos tres complejos petroquímicos, Braskem también controla un complejo en Duque de Caxias (Río de Janeiro), en el que se usa el gas como materia prima en lugar de la nafta. Las plantas de petroquímica básica son responsables del suministro de etileno y propileno a las plantas de polímeros situadas en las cercanías. La compañía también produce otros productos químicos como el benceno, butadieno, tolueno, xileno e isopreno. Estos compuestos se venden principalmente a otras empresas químicas radicadas en los mismos complejos, tales como Innova, Elekeiroz y Dow Chemical.
Aunque su principal materia prima es la nafta, Braskem posee y opera una planta de etileno ecológico, inaugurada en septiembre de 2010, que representa un importante paso adelante en la estrategia de la empresa de convertirse en un líder mundial de química sustentable. La planta es la operación a escala industrial más grande del mundo en la producción de etileno fabricado únicamente con materia prima renovable: caña de azúcar. El proyecto fue diseñado e implementado en menos de dos años y utiliza tecnología patentada de Braskem.
Situada en el Complejo Petroquímico de Triunfo, en el estado de Rio Grande do Sul, la planta tiene una capacidad de producción anual de 200,000 toneladas de etileno ecológico, que se transforma en un volumen equivalente de plástico ecológico.

### Polímeros
Braskem es el principal productor brasileño de polietileno, polipropileno y cloruro de polivinilo (PVC), con una capacidad nacional de producción anual de 5,7 millones de toneladas de resinas. También es líder en el mercado de polipropileno de los Estados Unidos, con una capacidad de producción anual de 1,5 millones de toneladas. Por otro lado, su capacidad de producción de polipropileno en Alemania es de 545,000 toneladas al año.
Además, tiene un complejo petroquímico integrado en México, provisto de un cracker de etano y tres plantas integradas de polietileno con una capacidad anual combinada de 1,05 millones de toneladas y que entró en producción a mediados de 2016. Desarrollado a través de una joint venture con el grupo Mexicano Idesa, el proyecto aumentará la participación de gas en la matriz de materia prima de la compañía, lo que incrementará su competitividad.

## Historia
Braskem fue fundada en 2002 ya en la posición de empresa petroquímica más importante de América Latina, con unidades industriales y administrativas en Brasil, así como bases comerciales en Estados Unidos y Argentina. Fue creada a través de la consolidación de seis empresas: Copene, OPP, Trikem, Nitrocarbono, Proppet y Polialden. En 2006 adquirió Politeno, que ocupaba el tercer lugar entre los productores de polietileno de Brasil. Al año siguiente, se unió a Petrobras y Ultrapar en la mayor fusión de la historia de Brasil, cuando las tres empresas adquirieron el Grupo Ipiranga por 4,000 millones de dólares. En tanto que Petrobras y Ultrapar se repartieron las operaciones de distribución de combustibles, Braskem se hizo cargo de la operación petroquímica Ipiranga Petroquímica.
En 2016, Braskem recibió una multa de 957 millones de dólares por un escándalo de sobornos.

## Adquisiciones
El 22 de enero de 2010, Braskem anunció la plena incorporación de Quattor, que ocupaba el segundo lugar entre las empresas petroquímicas de Brasil, con lo que ascendió al segundo puesto del continente americano y al octavo del mundo. El 1º de abril de 2010, adquirió las operaciones petroquímicas de la empresa estadounidense Sunoco, lo que sumó más de un millón de toneladas de resinas a la capacidad productiva de Braskem. La adquisición del negocio de polipropileno de Sunoco por 350 millones de dólares dio inicio a las operaciones de la Braskem en el mercado de los EE. UU. En octubre de 2011, adquirió también los activos de polipropileno de Dow Chemical: dos plantas en los Estados Unidos y dos plantas en Alemania.
Braskem América es el principal productor de polipropileno de los Estados Unidos, con cinco plantas fabriles ubicadas en Texas, Pensilvania y Virginia Occidental, y un Centro de Tecnología e Innovación situado en la ciudad de Pittsburgh, Pennsylvania. Con sede en Filadelfia, Braskem América es una subsidiaria de Braskem S.A.
Braskem Europa tiene su sede en Frankfurt, Alemania y dos plantas en Wesseling y Schkopau. Braskem Europa es una filial de Braskem S.A.